# Wilson Cruz
Wilson Cruz, pseudonimo di Wilson Echevarría (New York, 27 dicembre 1973), è un attore statunitense di origine portoricana.

## Biografia
Nel 2017 entra a far parte del cast di Star Trek: Discovery, sesta serie televisiva del franchise di fantascienza Star Trek, in cui interpreta il ruolo dell'ufficiale medico Hugh Culber a bordo della USS Discovery. Nella fiction Culber ha una relazione con l'ufficiale scientifico Paul Stamets.

## Vita privata
Cruz opera, sia nella vita sia sul set, come modello e mentore della gioventù gay, specialmente quella nera. Cruz infatti è apertamente gay.

## Filmografia parziale

### Attore

#### Cinema
- Gli intrighi del potere - Nixon (Nixon), regia di Oliver Stone (1995)
- Johns, regia di Scott Silver (1996)
- All Over Me, regia di Alex Sichel (1997)
- Supernova, regia di Walter Hill (2000)
- Party Monster, regia di Fenton Bailey e Randy Barbato (2003)
- Coffee Date, regia di Stewart Wade (2006)
- La verità è che non gli piaci abbastanza (He's Just Not That Into You), regia di Ken Kwapis (2009)
- La madre della sposa (Mother of the Bride), regia di Mark Waters (2024)

#### Televisione
- Ally McBeal - serie TV, 1 episodio (S1-ep10-1997)
- My So-Called Life – serie TV, 19 episodi (1994-1995)
- Cinque in famiglia (Party of Five) – serie TV, 11 episodi (1999-2000)
- E.R. - Medici in prima linea - serie TV, 1 episodio (S8-ep18-2002)
- West Wing - Tutti gli uomini del Presidente (The West Wing) – serie TV, 2 episodi (2004)
- Noah's Arc – serie TV, 8 episodi (2005-2006)
- Avvocati a New York (Raising the Bar) – serie TV, 3 episodi (2008)
- Red Band Society – serie TV, 9 episodi (2014-2015)
- Grey's Anatomy – serie TV, episodio 7x12 (2011)
- Star Trek: Discovery – serie TV, 40 episodi (2017-2022) - Dr. Hugh Culber
- Tredici (13 Reasons Why) - serie TV, 19 episodi (2017-2019)

### Doppiatore
- Rick & Steve: The Happiest Gay Couple in All the World (2008)

## Doppiatori italiani
Nelle versioni in italiano delle opere in cui ha recitato, Wilson Cruz è stato doppiato da:
- Luca Sandri in Ally McBeal
- Corrado Conforti in Supernova
- Carlo Scipioni in NCIS - Unità anticrimine
- Gabriele Sabatini in La verità è che non gli piaci abbastanza
- Renato Novara in Grey's Anatomy
- Valerio Amoruso in Tredici (st. 1-2)
- Matteo De Mojana in Tredici (st. 3)
- Nanni Baldini in Star Trek: Discovery